# Jeep Compass
De Jeep Compass is een SUV van het Amerikaanse merk Jeep die sinds 2007 verkocht wordt. Het is een van de eerste crossover SUV's van het merk. Bij zijn introductie was de Compass samen met de Patriot het instapmodel van Jeep. In 2016 kwam de tweede generatie op de markt.

## Jeep Compass Concept
Vier jaar voor de introductie van de Jeep Compass presenteerde Jeep in 2002 de Jeep Compass Concept conceptauto op de Los Angeles International Auto Show. Dit was een tweedeurs SUV met vierwielaandrijving en een 3,7-liter V6-motor.
De 3,7-liter V6-motor van de Jeep Liberty was niet beschikbaar in de Jeep Compass uit 2006. Het productiemodel behield wel de stijlkenmerken van de conceptauto, maar kreeg vier deuren in plaats van twee.

## Eerste generatie (2006-2016)
De eerste generatie Compass (MK49) werd geïntroduceerd op de North American International Auto Show in 2006. De Compass werd gebouwd in de Belvidere Assembly-autofabriek in Illinois, samen met de Jeep Patriot en de Dodge Caliber. In de VS was de Compass het eerste Jeep-model in decennia dat verkrijgbaar was met voorwielaandrijving. De Compass werd aangeboden in drie uitrustingsniveaus: de basis Sport, de middenklasse Latitude en de duurdere Limited.
In de VS bestond het motorenaanbod voor de Compass uit twee benzinemotoren: een 158 pk (118 kW) 2,0-liter vier-in-lijn en een 172 pk (128 kW) 2,4-liter vier-in-lijn. Voor de internationale markten was er ook een dieselmotor beschikbaar: een 140 pk (103 kW) 2,0-liter vier-in-lijn common-rail turbodiesel van Volkswagen.

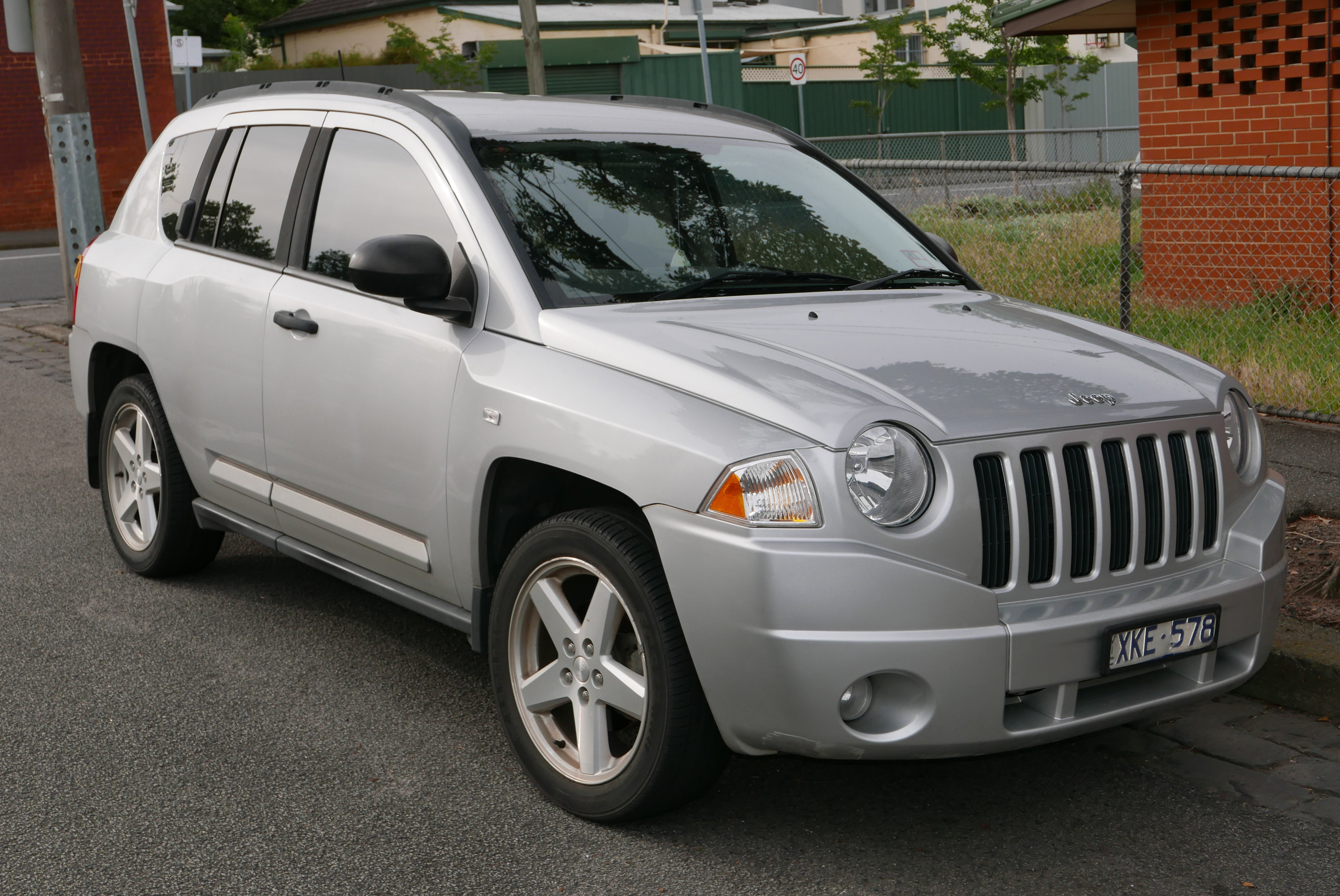
Jeep Compass (2006-2011), vooraanzicht
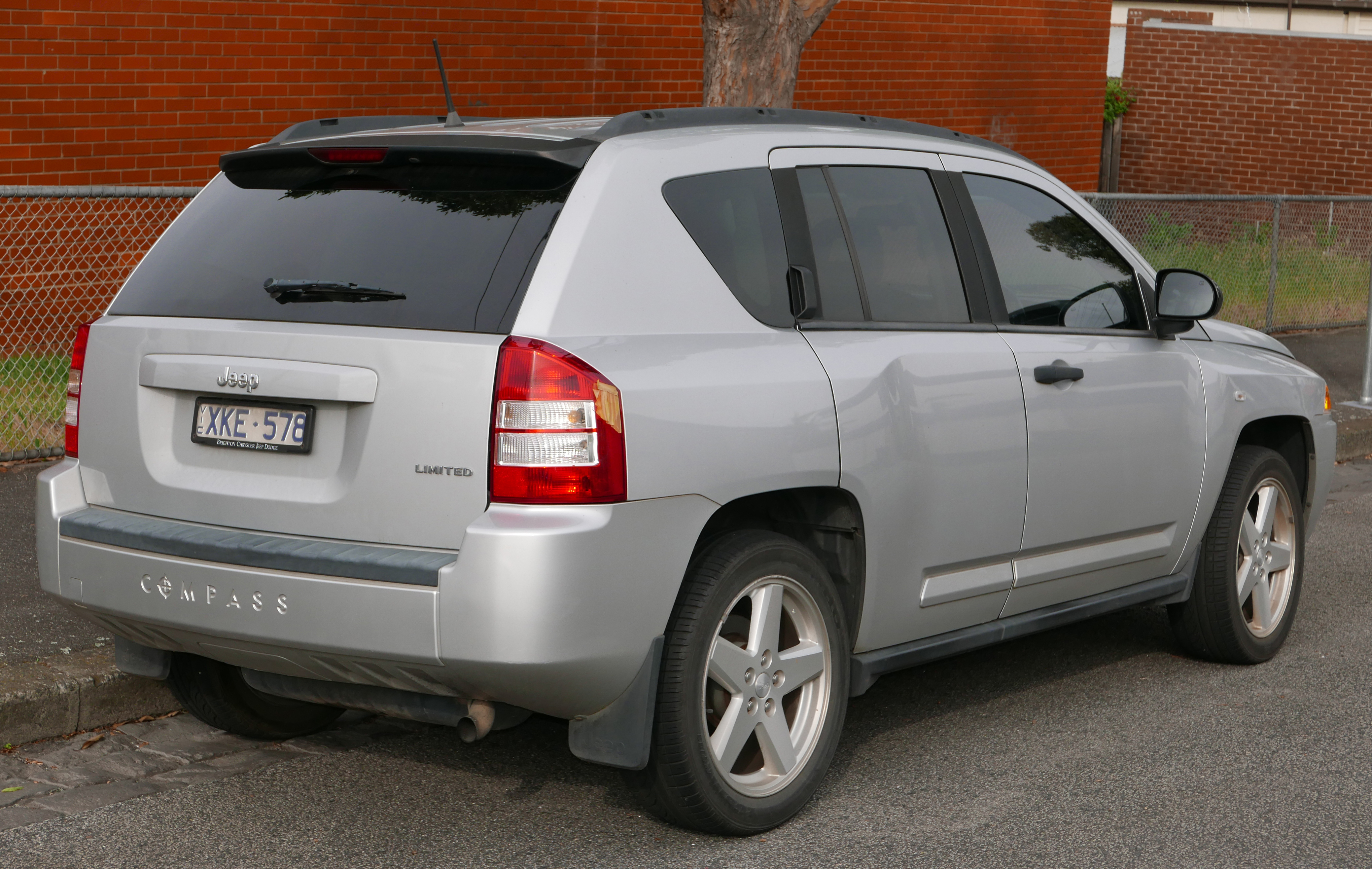
Jeep Compass (2006-2011), achteraanzicht
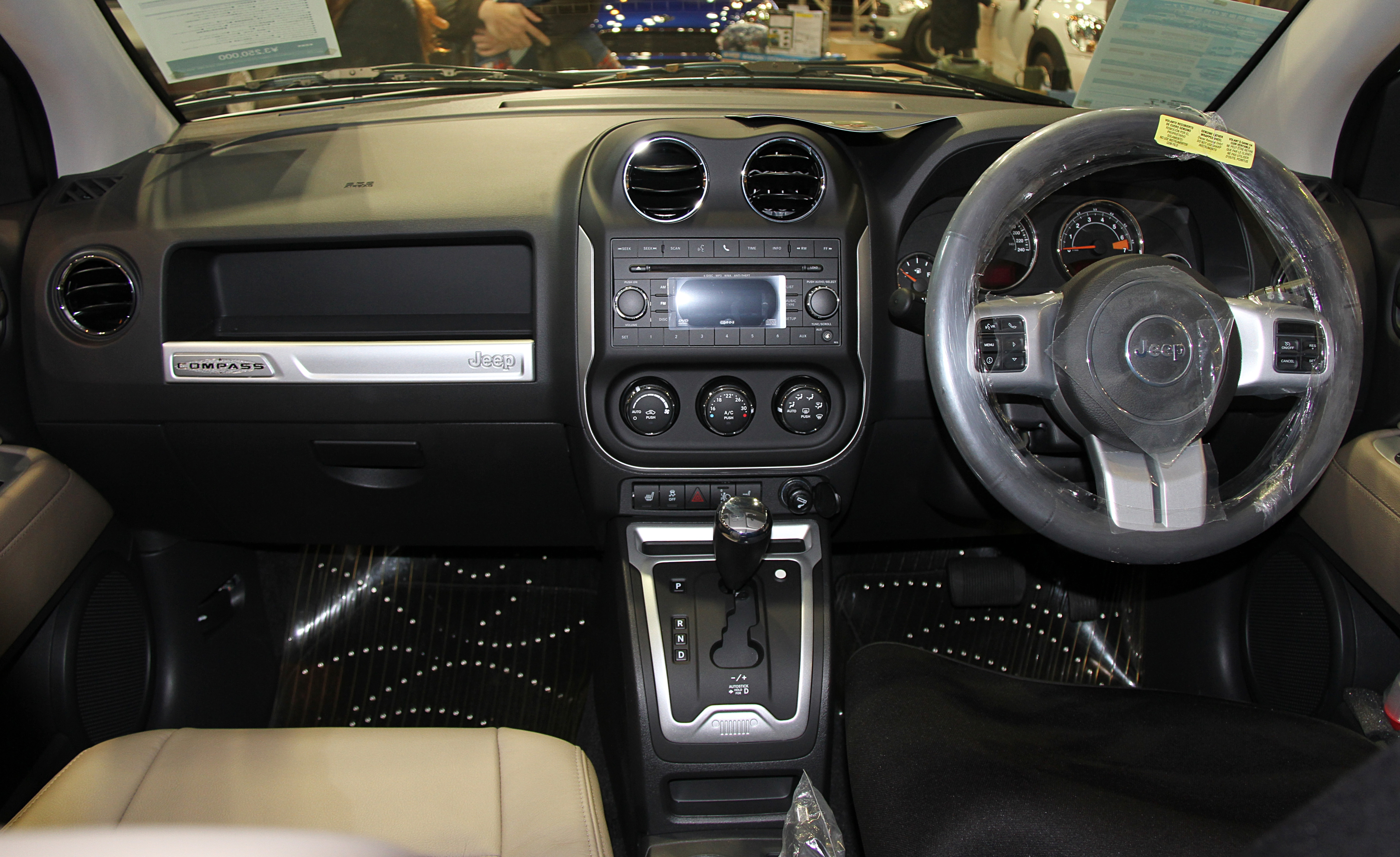
Jeep Compass (2006-2011), interieur

In 2011 kreeg de Compass een facelift om meer op de Grand Cherokee te lijken. Daarnaast kreeg de wagen een herziene ophanging voor een beter rijgedrag, een opgefrist interieur met meer standaarduitrusting en meer optiepakketten, waaronder een offroad-pakket met een continu variabele transmissie uitgerust met een lage gearing, beschermplaten en een grotere bodemvrijheid. In Europa werd naast de 2,4-liter voortaan ook een tweede benzinemotor aangeboden: een 2,0-liter vier-in-lijn met 156 pk (115 kW). De 2,0-liter dieselmotor werd vervangen door een 2,2-liter viercilinder common-rail turbodieselmotor van Mercedes-Benz met 136 pk (100 kW) in combinatie met voorwielaandrijving of met 163 pk (120 kW) in combinatie met vierwielaandrijving.

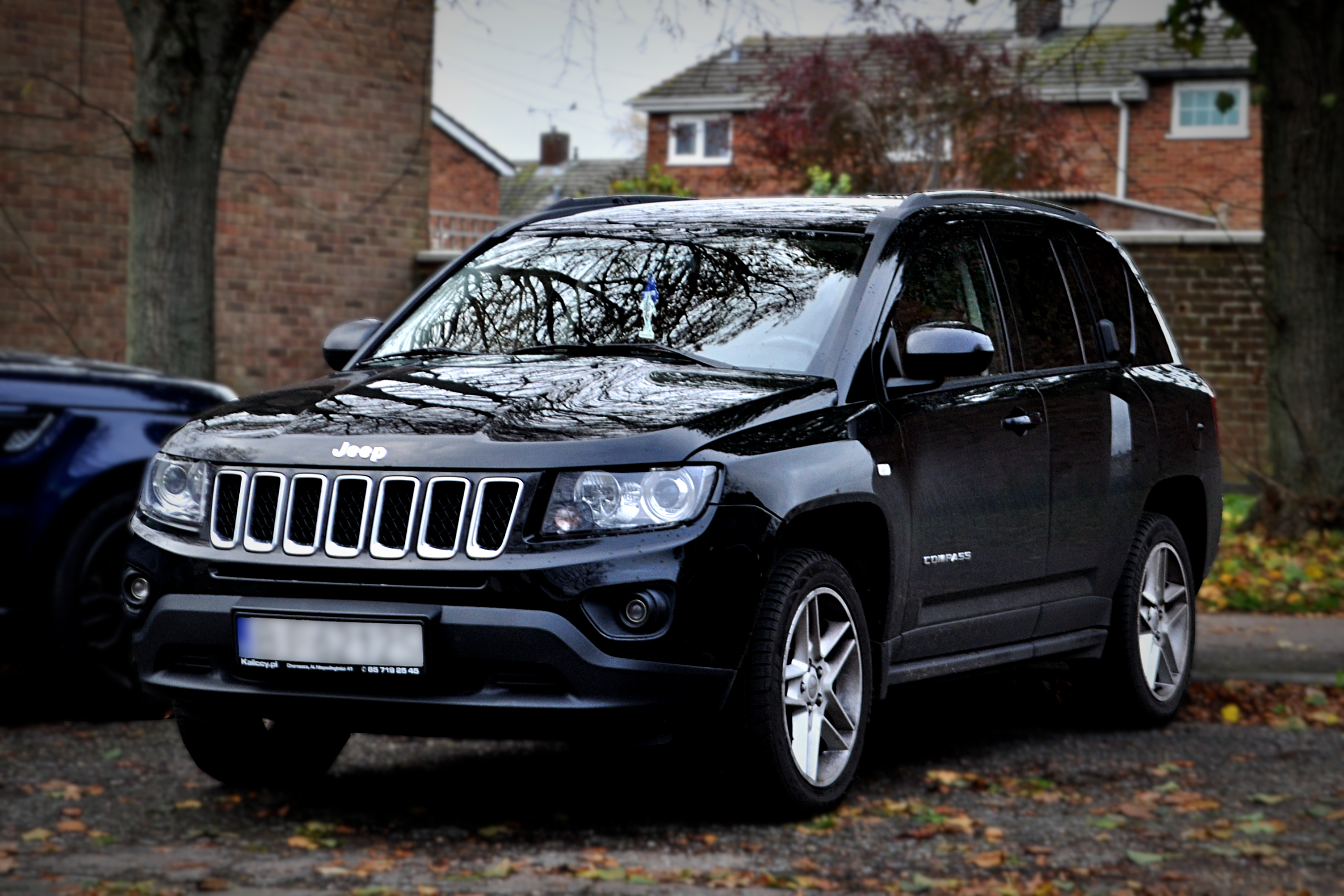
Jeep Compass, facelift (2011-2016), vooraanzicht
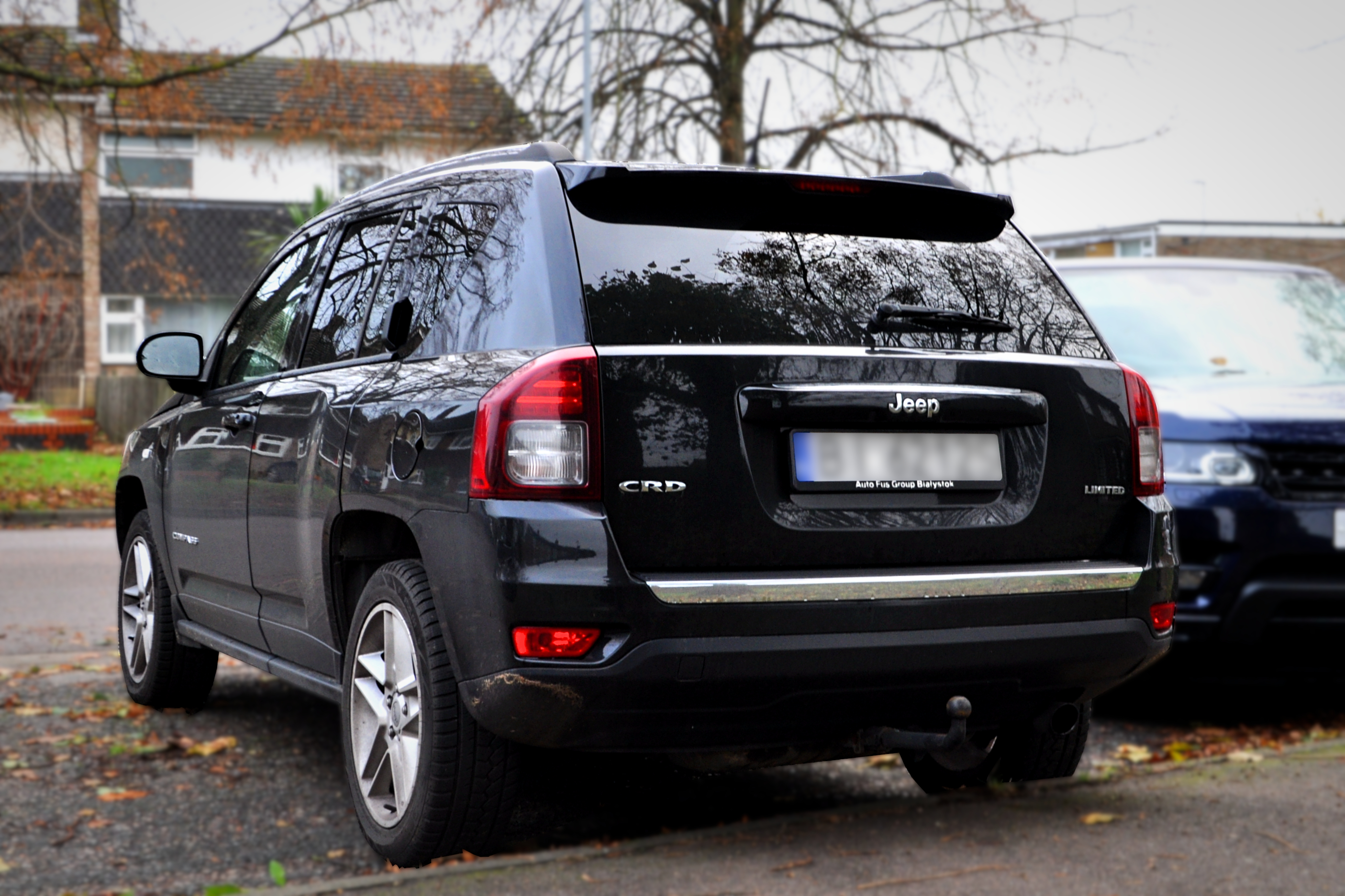
Jeep Compass, facelift (2011-2016), achteraanzicht

## Tweede generatie (2016-heden)
De tweede  generatie Compass (MP) werd voorgesteld op de Los Angeles International Auto Show in 2016 en verving zowel de Jeep Patriot als de eerste generatie Compass. De productie voor de Noord-Amerikaanse markt verhuisde van Belvidere naar de Toledo North Assembly-fabriek in Ohio. In de Belvidere Assembly-fabriek werd sindsdien de vijfde generatie Jeep Cherokee gebouwd. De Compass wordt ook gebouwd in Brazilië, China en India.
De Compass gebruikt een verlengde versie van hetzelfde platform als de Renegade en is verkrijgbaar in vier verschillende uitrustingsniveaus: de basis Sport, de middenklasse Latitude, de duurdere Limited en de offroad-gerichte Trailhawk. Alle uitrustingsniveaus zijn verkrijgbaar met voorwielaandrijving of vierwielaandrijving, met uitzondering van de Trailhawk die alleen geleverd wordt in een 4WD-configuratie.
In de Verenigde Staten wordt de Compass uitgerust met een Tigershark 2,4-liter vier-in-lijnbenzinemotor. Het ontwerp van de tweede generatie Compass is geïnspireerd op twee van zijn grotere broers, de vijfde generatie Cherokee en de vierde generatie Grand Cherokee. Het smal radiatorrooster met geïntegreerde koplampen werd overgenomen van de Grand Cherokee. Het ontwerp van de achterkant doet dan weer meer aan de Cherokee denken. Ook het basisinterieurontwerp, de 2,4-liter benzinemotor en de negentraps automatische transmissie van ZF werden geleend bij de Cherokee.

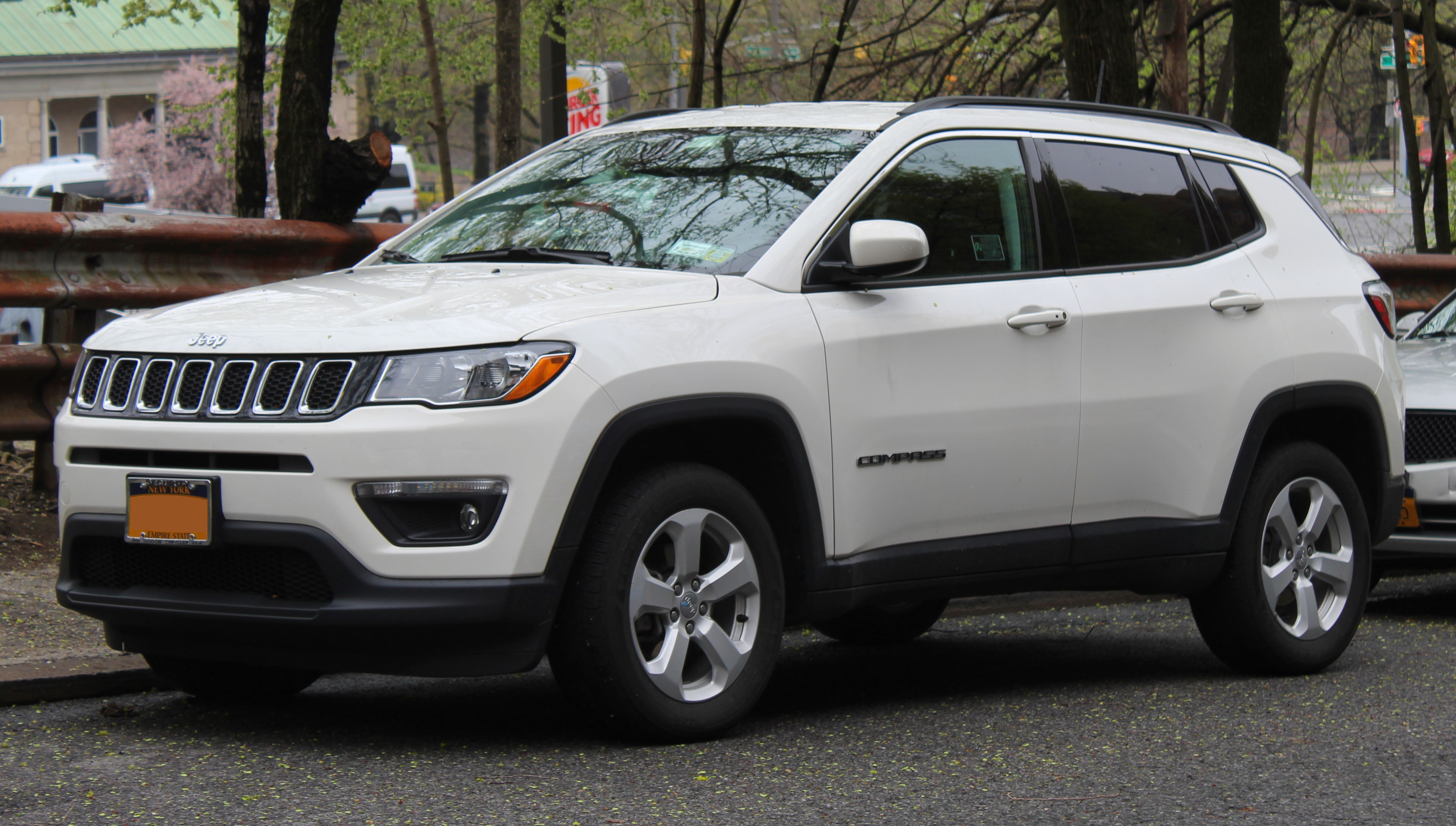
Jeep Compass (2016-2020), vooraanzicht
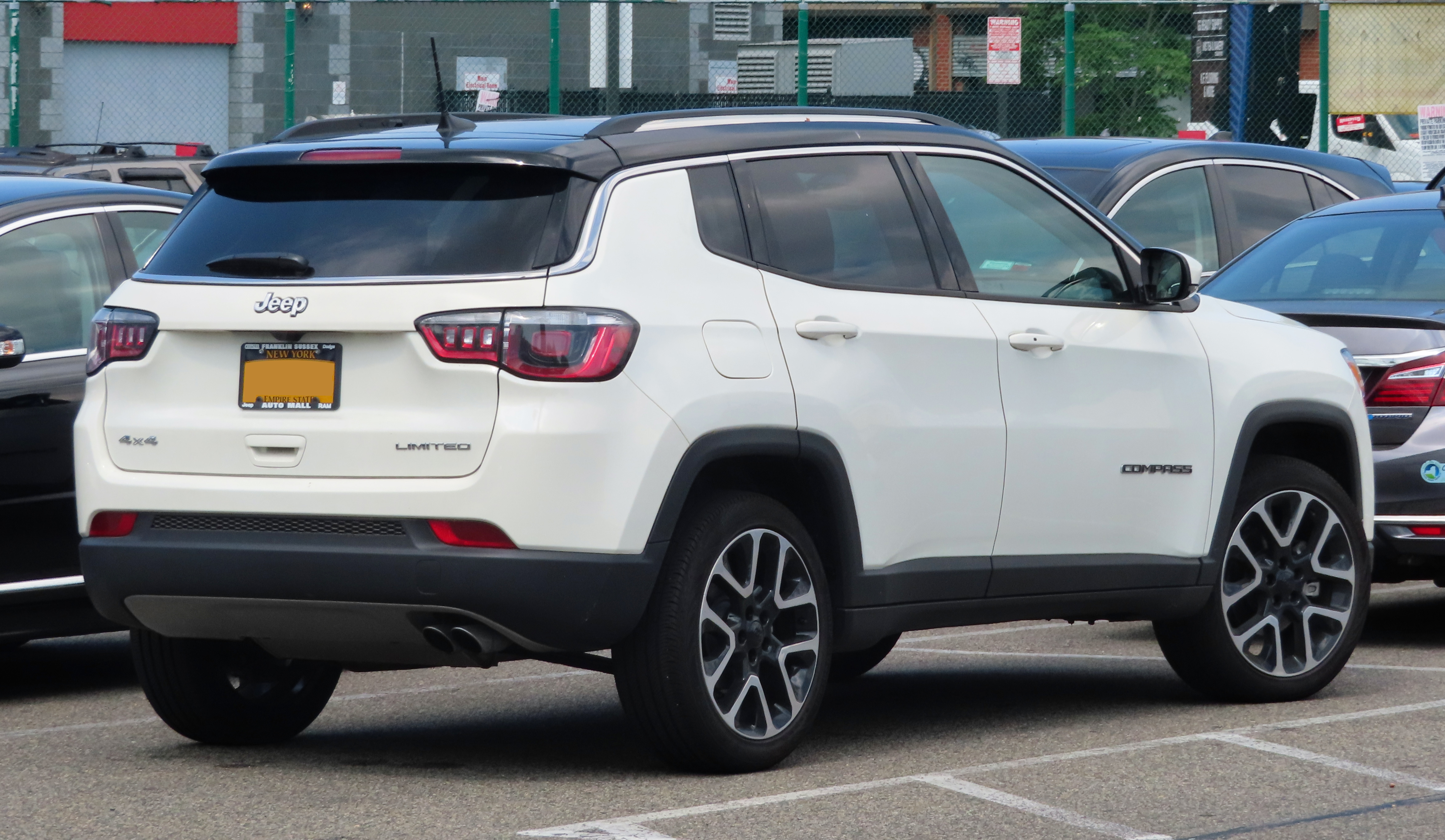
Jeep Compass (2016-2020), achteraanzicht
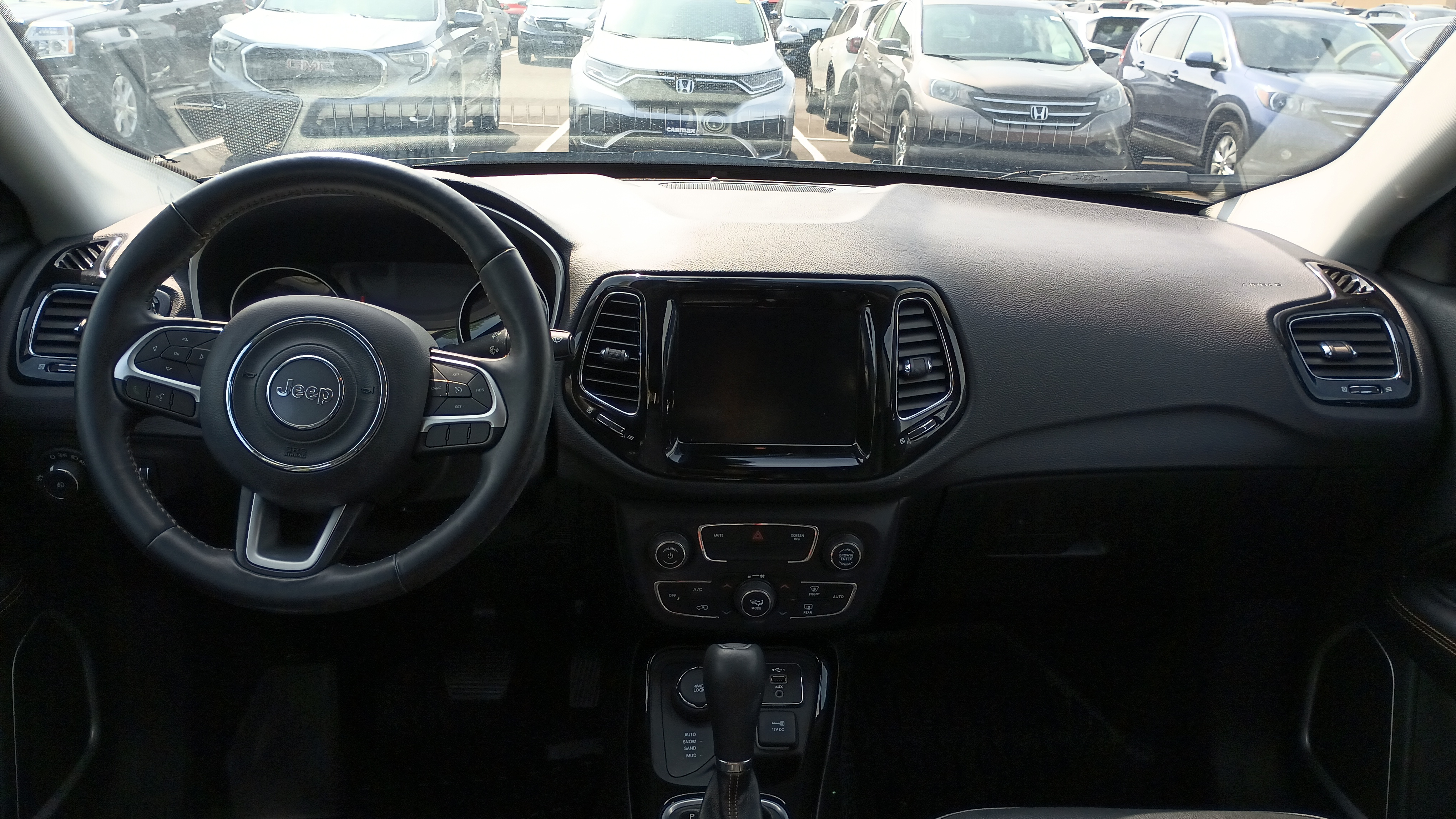
Jeep Compass (2016-2020), interieur

In 2020 kreeg de tweede generatie Compass een facelift met een volledig vernieuwd interieur en enkele kleinere uiterlijke wijzigingen waaronder een groter radiatorrooster, een nieuwe voorbumper, slankere koplampen met geïntegreerde LED-dagrijlichten, LED-mistlampen en nieuwe lichtmetalen velgen. Ook werd de Compass 4xe aan het assortiment toegevoegd, een versie met een plug-inhybride aandrijflijn bestaande uit een 130 pk (96 kW) of 180 pk (132 kW) 1,3-liter benzinemotor in combinatie met een 60 pk (44 kW) elektromotor.

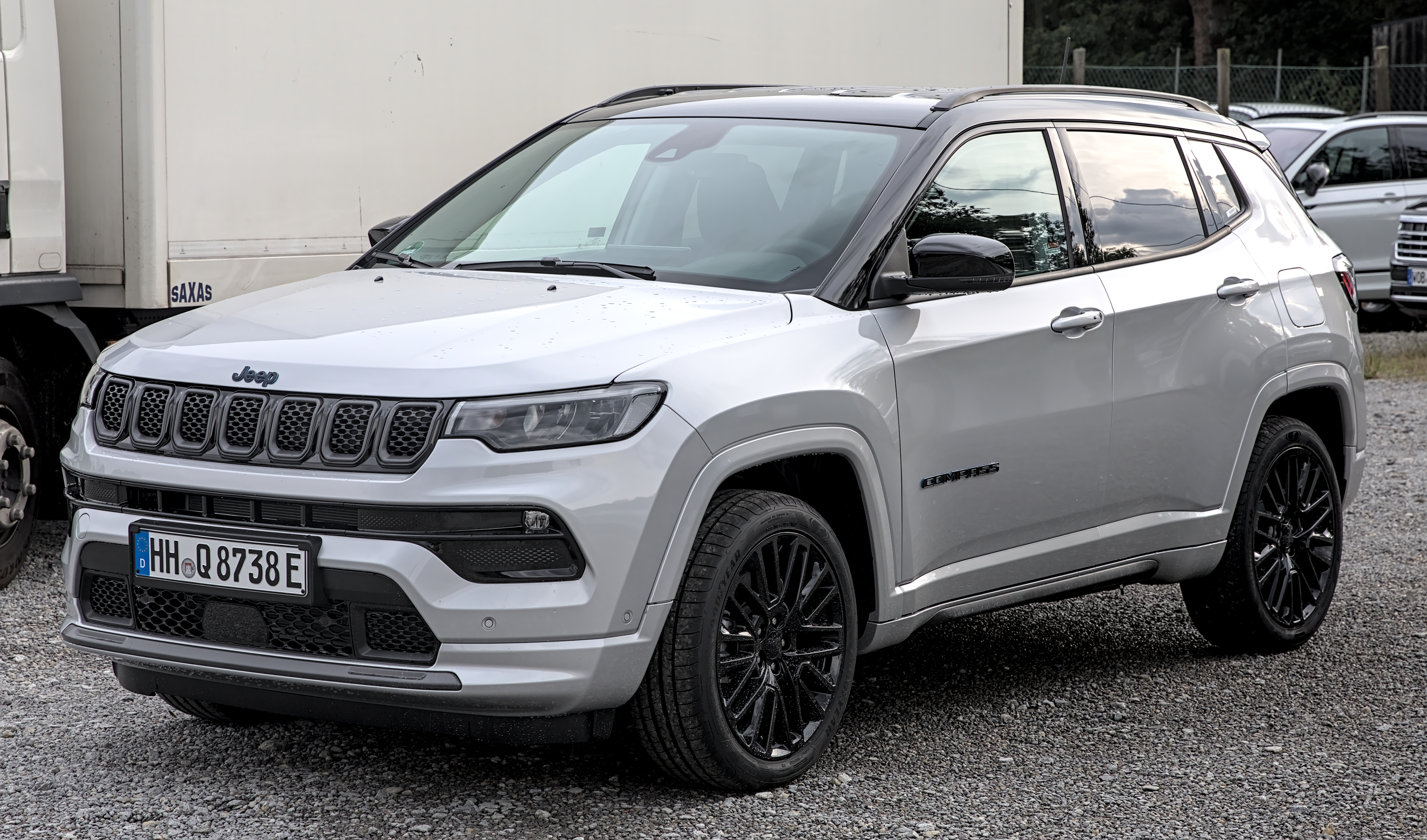
Jeep Compass, facelift (sinds 2020), vooraanzicht
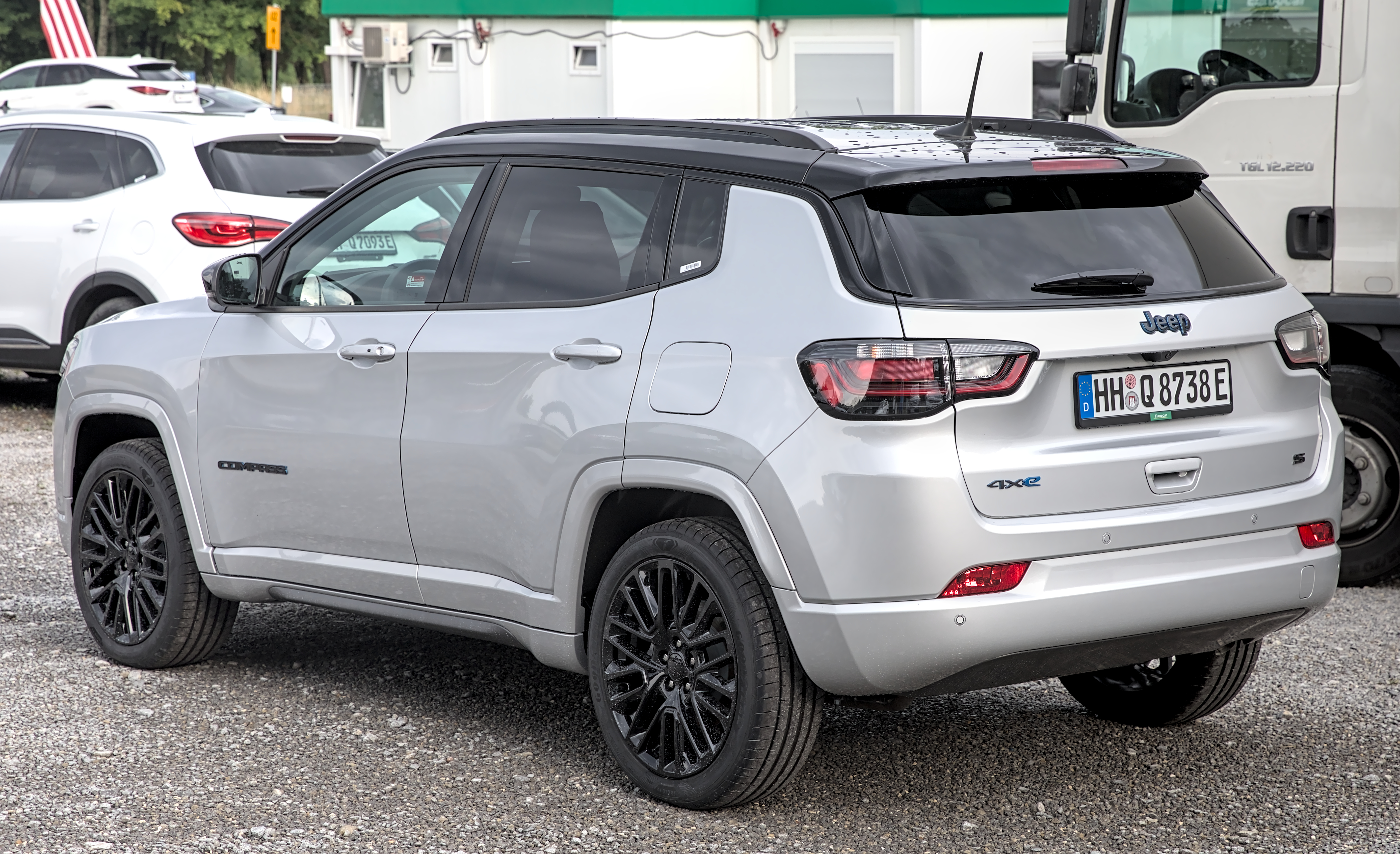
Jeep Compass, facelift (sinds 2020), achteraanzicht
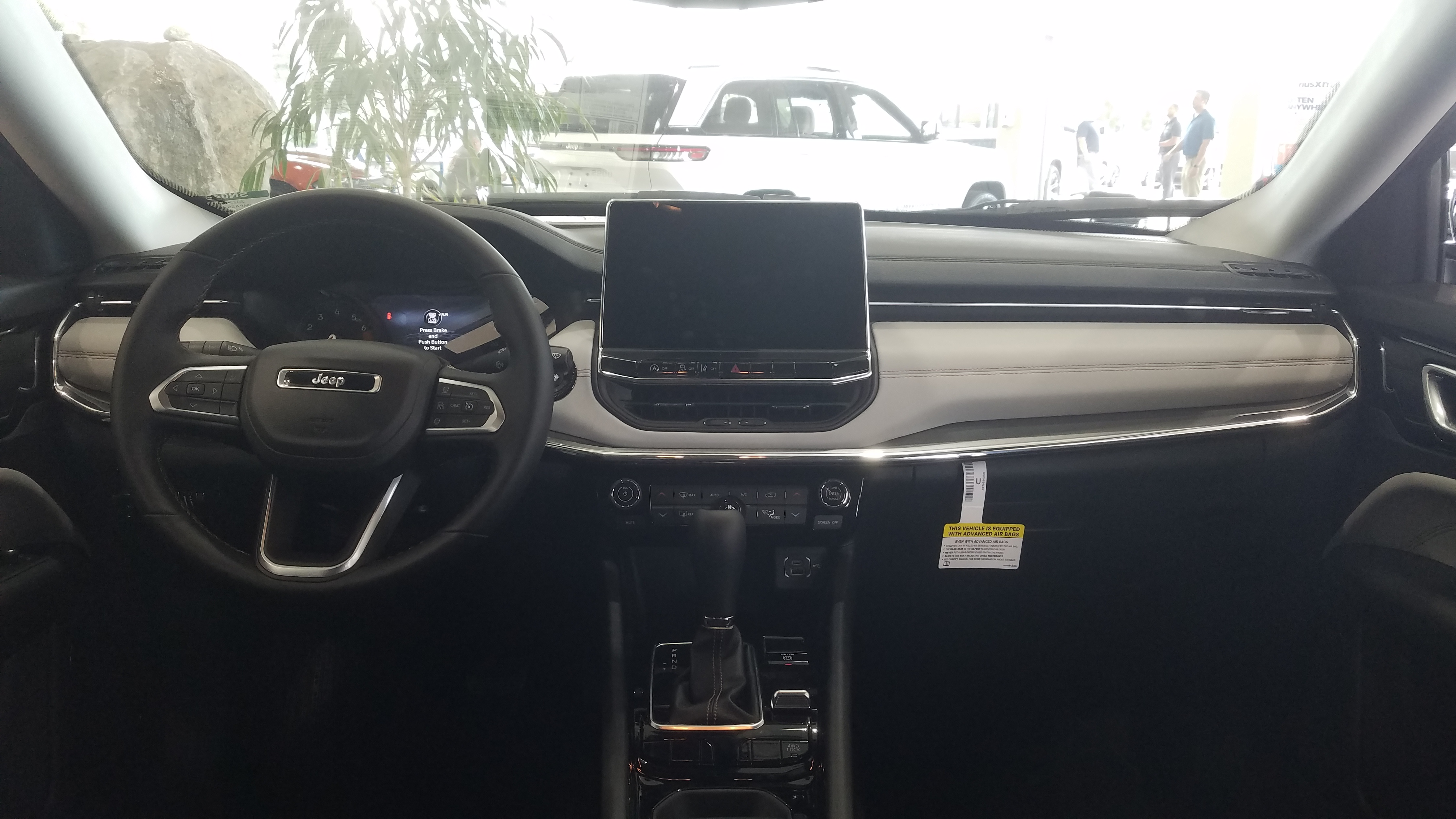
Jeep Compass, facelift (sinds 2020), interieur

In 2023 werd de 2,4-liter benzinemotor vervangen door een 200 pk (147 kW) 2,0-liter vier-in-lijnbenzinemotor. De negentraps automatische transmissie werd vervangen door een achttraps automatische transmissie van Hyundai.